# Tòfona marcenca
La tòfona marcenca, tòfona de març o tòfona de Borch (Tuber borchii) és una espècie de fong ascomicot de l'ordre dels pezizals (Pezizales). És una tòfona comestible, freqüent, de mida reduïda i amb excel·lents qualitats culinàries.

## Etimologia
Del llatí borchii (de De Borch, erudit que la va descriure per primera vegada).

## Descripció
Té una mida d'1-3 cm i és arrodonida, amb una aparença de tubercle, sovint bonyeguda o irregular. L'exterior és un xic vellutat i de color blanc al principi, mentre que en madurar presenta una superfície llisa, tacada de color bru, ocraci vermellós. Té una consistència compacta i, en seccionar-la, es veu l'interior, blanquinós de jove, ocraci clar o bru rosat en envellir. Un seguit de venes blanques, recargolades i ramificades, en recorren l'interior. Els exemplars poc madurs desprenen una flaire agradable, però els adults fan una olor molesta de gas de cuina. La carn també té un gust especial, que recorda el de les avellanes.
Vistes pel microscopi, les espores presenten una forma d'el·lipsoidal a arrodonida, amb una ornamentació alveolada-reticulada, d'una mida de 35-55 x 25-40 µm, de color bru. Els ascs són més aviat arrodonits, sense pedicel, i contenen d'1 a 4 espores. No presenta paràfisis. El peridi té estructura pseudoparenquimàtica.

## Hàbitat i distribució geogràfica
Creix en alzinars i rouredes, i de forma menys freqüent sota coníferes. Com a tòfona, també fructifica dessota terra, encara que a poca fondària (fins i tot, se'n poden trobar exemplars adults que arriben a la superfície). Fructifica de l'hivern a principis de l'estiu (des del desembre fins al juny), en àrees costaneres o de baixa altitud (entre 200 i 1.000 metres sobre el nivell del mar). Té una elevada adaptabilitat ecològica: encara que prefereix sòls calcaris sorrencs (típics de zones litorals) també fructifica a les zones naturals de tòfona negra (Tuber melanosporum) a més altitud. Creix bé en sòls de pH 7 a 8, així com en subalcalins de pH 6-7, encara que ocasionalment també en pH tan baix com 5,2. Es troba a Europa: des de Finlàndia a Itàlia (la Toscana, els Abruços, la Romanya, l'Úmbria, les Marques, el Molise i Sicília) i la península Ibèrica (Andalusia, Portugal i Castella i Lleó), i des d'Irlanda i la Gran Bretanya a Hongria i Polònia.

## Confusió amb altres espècies
Hi ha espècies molt semblants: Tuber asa (amb espores en forma de llimona quan són immadures), Tuber oligospermum (de peridi amb estructura no pseudoparenquimàtica) i Tuber puberulum (que presenta espores més arrodonides).

## Observacions
Es recol·lecta d'hivern a primavera (del 15 de gener al 30 d'abril a Itàlia), a diferència de la Tuber magnatum, la qual es recol·lecta a la tardor i principi d'hivern. El seu preu al mercat és d'uns 300-400 €/kg. Encara que és una tòfona menys preuada que Tuber magnatum o Tuber melanosporum, existeixen diversos motius pels quals val la pena el seu cultiu: fructifica ràpidament en plantacions (als 4 anys en pins), presenta una elevada adaptabilitat ecològica, té una baixa especificitat pel que fa a la planta hoste (i, per tant, una elevada varietat d'arbres per al seu conreu) i, finalment, és molt competitiva amb altres fongs ectomicorízics (especialment en plantacions joves).